# Vallbona de las Monjas
Vallbona de las Monjas  (oficialmente y en catalán Vallbona de les Monges) es un municipio de España perteneciente a la provincia de Lérida, en la comunidad autónoma de Cataluña. Tiene una población de 223 habitantes (INE 2024)

## Toponimia
El antiguo nombre oficial del municipio era Vallbona de las Monjas. El nombre oficial desde 1984 es Vallbona de les Monges.

## Historia
Hacia mediados del siglo XIX, el lugar, que por entonces era cabeza de un municipio al que también pertenecían Rocallaura y Montblanquet, tenía contabilizada una población de 537 habitantes. Aparece descrito en el decimoquinto volumen del Diccionario geográfico-estadístico-histórico de España y sus posesiones de Ultramar de Pascual Madoz de la siguiente manera:

VALLBONA DE LAS MONJAS: l. en la prov. de Lérida (6 leg.), part. jud. de Cervera (4 1/2), dióc. de Tarragona (8), aud. terr. y c. g. de Barcelona (16): es cab. de ayunt. á que se hallan agregados los pueblos de Rocallaura y Montblanquet con el sant. de Tallát. sit. en un valle: su clima es frio, pero sano. Tiene 100 casas distribuidas en 3 calles y una plaza, la de ayunt. y cárcel; escuela de primeras letras para niños, dotada con 2,000 rs.; otra para niñas, con solo la retribucion de las discípulas; igl. parr. (San Cosme y Damian), servida por un cura de segundo ascenso; cementerio; un conv. de monjas, 3 ermitas (Sta. Lucia, San Miguel y Sta. Maria); y buenas aguas potables. Confina N. Rocallaura; E. Llorens; S. Omells, y O. Rocafort de Vallbona: en el térm. se conservan los vestigios de un pueblo que se llama Montesquiu. El terreno es de mediana calidad, y de regadio en parte. Hay arbolado de robles, pinos y encinas. Cruzan el térm. los caminos de Montblanch, Tárrega , Vellpuig y Espluga de Francolí, en mal estado: la correspondencia se recibe de Cervera. prod.: trigo, aceite , vino y pastos; cria ganado lanar, y caza de conejos, perdices y liebres. pobl.: 66 vec., 537 alm. cap. imp. 82,712 rs. contr.: el 14'48 por 100 de esta riqueza.
(Madoz, 1849, p. 587)

Hacia 1930 Rocallaura se segregó del término de Vallbona de las Monjas. El 9 de julio de 1970 se fusionaron de nuevo los municipios de Vallbona de las Monjas y Rocallaura.

## Demografía
El término municipal, que abarca una superficie de 34,1 km², tiene una población de 223 habitantes (INE 2024).
| Gráfica de evolución demográfica de Vallbona de las Monjas entre 1842 y 2021 |
| |
| Población de derecho según los censos de población del INE Población de hecho según los censos de población del INEEn estos censos se denominaba Vallbona de las Monjas: 1842, 1857, 1860, 1877, 1887, 1897, 1900, 1910, 1920, 1930, 1940, 1950, 1960, 1970 y 1981 Entre el censo de 1857 y el anterior, crece el término del municipio porque incorpora a 25567 (Rocallaura), 255246 (Montblanquet) Entre el censo de 1970 y el anterior, crece el término del municipio porque incorpora a 25567 (Rocallaura) Entre el censo de 1930 y el anterior, disminuye el término del municipio porque independiza a 25567 (Rocallaura) |

| 289                        | 272 | 268 | 264 |
| (Fuente: [cita requerida]) |     |     |     |